# 西拉特
西拉特，是西班牙瓦伦西亚自治区卡斯特利翁省的一个市镇。总面积41平方公里，总人口237人（2001年），人口密度6人/平方公里。